# Хоробор
Хоробор — давньоруське місто у Чернігівському князівстві.
Вперше згаданий у літописах 1153 року: «Святослав Ольгович, зібравшися з Ізяславом Давидовичем коло [города] Хоробора, утвердили, що їм за одного мужа бути. І, цілувавши межи собою хреста, вони роз'їхалися кожен до себе.».
Вдруге Хоробор згаданий 1158 року: «Княгиня ж утекла до зятя Гліба [Юрійовича] в Переяславль, а звідти поїхала на Городок [Остерський], та на Глібль, та на Хоробор, та на Ропеськ».
Втретє і востаннє згаданий 1234 року з-поміж інших подеснянських міст: «Данило, отож, пішов до Володимира [Рюриковича], і рушили вони обидва до Чернігова, і прийшов до них Мстислав Глібович. А звідти пішли вони, грабуючи землю [Чернігівську], і взяли багато городів по Десні. Тоді ж узяли вони і Хоробор, і Сосницю, і Сновськ, і багато інших городів, і прийшли ото знову до Чернігова.»
Місто було знищене 1239 року монголо-татарами.
Питання ідентифікації Хоробора обговорювалося рядом дослідників. Частина вважала Хоробором сучасне смт Короп, а П. Голубовський науково обґрунтував, що Хоробор розташовувався на місці міста Мена.
Сучасні дослідники розташовують Хоробор на місці смт Макошине Менського району.